# Seven de la República Femenino 2022
El Seven de la República Femenino de 2022 fue la sexta edición del torneo femenino de rugby 7 de fin de temporada para uniones provinciales afiliadas a la Unión Argentina de Rugby. Se llevó a cabo en la ciudad de Paraná, Provincia de Entre Ríos, el 26 y 27 de noviembre de 2022 en La Tortuguita y El Plumazo, sedes del Paraná Rowing Club y el Club Atlético Estudiantes de Paraná, respectivamente.
A partir de esta edición, la cantidad de equipos participantes se expandió de doce a dieciséis. El nuevo formato dividió a los equipos en dos zonas de ocho equipos cada una: Nivel I Campeonato y Nivel II Desarrollo. Además de los nuevos cupos, la vía de clasificación también sufrió cambios: en lugar de clasificar a las seis uniones provinciales con más jugadoras fichadas, pasaron a tener mayor prioridad los equipos que obtuvieron el segundo y tercer puesto en su respectivo torneo regional.
La Unión de Rugby de Buenos Aires ganó el torneo por segundo año consecutivo, venciendo en la final a la Unión Cordobesa de Rugby por 19-12 y obteniendo así su cuarto título. En la división Desarrollo la ganadora fue la Unión Santafesina de Rugby, que venció 10-5 en la final a la Unión de Rugby de Cuyo.

## Equipos participantes
Clasificaron a esta edición los seleccionados de dieciséis uniones provinciales: ocho en el Nivel I - Campeonato y ocho en el Nivel II - Desarrollo. Los equipos clasificaron a través de su desempeño en los Torneos Regionales de Selecciones.
| División                        | Equipo       | Unión                                                | Vía de clasificación                       |
| ------------------------------- | ------------ | ---------------------------------------------------- | ------------------------------------------ |
| Nivel I - Campeonato 8 equipos  | Alto Valle   | Unión de Rugby del Alto Valle de Río Negro y Neuquén | Subcampeón con mayor cantidad de fichajes. |
| Nivel I - Campeonato 8 equipos  | Andina       | Unión Andina de Rugby                                | Campeón del Torneo Regional Oeste.         |
| Nivel I - Campeonato 8 equipos  | Austral      | Unión de Rugby Austral                               | Campeón del Torneo Regional Patagónico.    |
| Nivel I - Campeonato 8 equipos  | Buenos Aires | Unión de Rugby de Buenos Aires                       | Campeón del Torneo Regional Pampeano.      |
| Nivel I - Campeonato 8 equipos  | Córdoba      | Unión Cordobesa de Rugby                             | Campeón del Torneo Regional Centro.        |
| Nivel I - Campeonato 8 equipos  | Misiones     | Unión de Rugby de Misiones                           | Subcampeón con mayor cantidad de fichajes. |
| Nivel I - Campeonato 8 equipos  | Nordeste     | Unión de Rugby del Nordeste                          | Campeón del Torneo Regional NEA.           |
| Nivel I - Campeonato 8 equipos  | Tucumán      | Unión de Rugby de Tucumán                            | Campeón del Torneo Regional NOA.           |
| Nivel II - Desarrollo 8 equipos | Cuyo         | Unión de Rugby de Cuyo                               | 3.° con mayor cantidad de fichajes.        |
| Nivel II - Desarrollo 8 equipos | Formosa      | Unión de Rugby de Formosa                            | 3.° con mayor cantidad de fichajes.        |
| Nivel II - Desarrollo 8 equipos | Oeste        | Unión de Rugby del Oeste de Buenos Aires             | 3.° con mayor cantidad de fichajes.        |
| Nivel II - Desarrollo 8 equipos | Rosario      | Unión de Rugby de Rosario                            | 3.° con mayor cantidad de fichajes.        |
| Nivel II - Desarrollo 8 equipos | Salta        | Unión de Rugby de Salta                              | Subcampeón del Torneo Regional NOA.        |
| Nivel II - Desarrollo 8 equipos | San Juan     | Unión Sanjuanina de Rugby                            | Subcampeón del Torneo Regional Oeste.      |
| Nivel II - Desarrollo 8 equipos | Santa Fe     | Unión Santafesina de Rugby                           | Subcampeón del Torneo Regional Centro.     |
| Nivel II - Desarrollo 8 equipos | Sur          | Unión de Rugby del Sur                               | Subcampeón del Torneo Regional Pampeano.   |

Las ocho uniones clasificadas al Nivel I fueron los seis equipos ganadores de cada región (Centro, NOA, NEA, Oeste, Pampeana y Patagónica) y las dos uniones subcampeonas con mayor cantidad de jugadoras fichadas. Las cuatro uniones subcampeones restantes clasifican al Nivel II, junto a las cuatro uniones finalizadas 3.° con mayor cantidad de jugadoras fichadas.

## Formato
A partir de esta edición, el torneo quedó dividido en dos niveles de ocho equipos equipos cada una: Nivel I - Campeonato y Nivel II - Desarrollo. De esta manera aumentando el número de partidos jugados por cada equipo de cuatro a cinco por torneo. Ambos niveles compartieron el mismo formato:
- Fase de grupos: los ocho equipos de cada nivel fueron divididos en dos zonas de cuatro equipos cada una, resolviéndose con el sistema de todos contra todos a una sola ronda; la victoria otorgando 2 puntos, el empate 1 y la derrota 0.
- Fase final: los dos mejores equipos de cada zona clasifican a la semifinales por el campeonato, mientras que los dos restantes juegan semifinales por el 5.° puesto.
- Todos los partidos de la fase final son a eliminación directa, con los perdedores de cada semifinal disputando un encuentro por el puesto restante (3.° ó 7.°, en ambos niveles).
- No hay intercambio de plazas entre los niveles, la clasificación es anual.[5]

## Campeonato

### Zona 1
| Pos. | Equipos      | Partidos | Partidos | Partidos | Tantos | Tantos | Tantos | Pts. |
| Pos. | Equipos      | G        | E        | P        | PF     | PC     | DP     | Pts. |
| ---- | ------------ | -------- | -------- | -------- | ------ | ------ | ------ | ---- |
| 1.°  | Buenos Aires | 3        | 0        | 0        | 115    | 19     | +96    | 6    |
| 2.°  | Nordeste     | 1        | 1        | 1        | 33     | 65     | -32    | 3    |
| 3.°  | Misiones     | 0        | 2        | 1        | 36     | 76     | -40    | 2    |
| 4.°  | Andina       | 0        | 1        | 2        | 29     | 53     | -24    | 1    |

|  | Clasifica a semifinales                |
|  | Clasifica a semifinales por 5.° puesto |

| 26 de noviembre | Buenos Aires | 47 - 7  | Misiones | Paraná Rowing Club, Paraná |  |
|                 |              | Reporte |          |                            |  |

| 26 de noviembre | Andina | 7 - 14  | Nordeste | CA Estudiantes, Paraná |  |
|                 |        | Reporte |          |                        |  |

| 26 de noviembre | Buenos Aires | 39 - 0  | Nordeste | Paraná Rowing Club, Paraná |  |
|                 |              | Reporte |          |                            |  |

| 26 de noviembre | Andina | 10 - 10 | Misiones | CA Estudiantes, Paraná |  |
|                 |        | Reporte |          |                        |  |

| 26 de noviembre | Buenos Aires | 29 - 12 | Andina | Paraná Rowing Club, Paraná |  |
|                 |              | Reporte |        |                            |  |

| 26 de noviembre | Nordeste | 19 - 19 | Misiones | Paraná Rowing Club, Paraná |  |
|                 |          | Reporte |          |                            |  |

### Zona 2
| Pos. | Equipos    | Partidos | Partidos | Partidos | Tantos | Tantos | Tantos | Pts. |
| Pos. | Equipos    | G        | E        | P        | PF     | PC     | DP     | Pts. |
| ---- | ---------- | -------- | -------- | -------- | ------ | ------ | ------ | ---- |
| 1.°  | Córdoba    | 3        | 0        | 0        | 96     | 22     | +74    | 6    |
| 2.°  | Tucumán    | 2        | 0        | 1        | 83     | 15     | +68    | 4    |
| 3.°  | Alto Valle | 1        | 0        | 2        | 22     | 77     | -55    | 2    |
| 4.°  | Austral    | 0        | 0        | 3        | 5      | 92     | -87    | 0    |

|  | Clasifica a semifinales                |
|  | Clasifica a semifinales por 5.° puesto |

| 26 de noviembre | Tucumán | 39 - 0  | Austral | Paraná Rowing Club, Paraná |  |
|                 |         | Reporte |         |                            |  |

| 26 de noviembre | Córdoba | 43 - 7  | Alto Valle | CA Estudiantes, Paraná |  |
|                 |         | Reporte |            |                        |  |

| 26 de noviembre | Córdoba | 38 - 5  | Austral | Paraná Rowing Club, Paraná |  |
|                 |         | Reporte |         |                            |  |

| 26 de noviembre | Tucumán | 34 - 0  | Alto Valle | CA Estudiantes, Paraná |  |
|                 |         | Reporte |            |                        |  |

| 26 de noviembre | Tucumán | 10 - 15 | Córdoba | Paraná Rowing Club, Paraná |  |
|                 |         | Reporte |         |                            |  |

| 26 de noviembre | Alto Valle | 15 - 0  | Austral | CA Estudiantes, Paraná |  |
|                 |            | Reporte |         |                        |  |

## Desarrollo

### Zona 3
| Pos. | Equipos  | Partidos | Partidos | Partidos | Tantos | Tantos | Tantos | Pts. |
| Pos. | Equipos  | G        | E        | P        | PF     | PC     | DP     | Pts. |
| ---- | -------- | -------- | -------- | -------- | ------ | ------ | ------ | ---- |
| 1.°  | Cuyo     | 3        | 0        | 0        | 56     | 12     | +44    | 6    |
| 2.°  | Sur      | 2        | 0        | 1        | 47     | 22     | +25    | 4    |
| 3.°  | Rosario  | 1        | 0        | 2        | 21     | 32     | -11    | 2    |
| 4.°  | San Juan | 0        | 0        | 3        | 5      | 63     | -58    | 0    |

|  | Clasifica a semifinales                |
|  | Clasifica a semifinales por 5.° puesto |

| 26 de noviembre | Sur | 5 - 17  | Cuyo | Paraná Rowing Club, Paraná |  |
|                 |     | Reporte |      |                            |  |

| 26 de noviembre | San Juan | 0 - 14  | Rosario | CA Estudiantes, Paraná |  |
|                 |          | Reporte |         |                        |  |

| 26 de noviembre | Sur | 20 - 0  | Rosario | Paraná Rowing Club, Paraná |  |
|                 |     | Reporte |         |                            |  |

| 26 de noviembre | San Juan | 0 - 27  | Cuyo | CA Estudiantes, Paraná |  |
|                 |          | Reporte |      |                        |  |

| 26 de noviembre | Sur | 22 - 5  | San Juan | Paraná Rowing Club, Paraná |  |
|                 |     | Reporte |          |                            |  |

| 26 de noviembre | Rosario | 7 - 12  | Cuyo | CA Estudiantes, Paraná |  |
|                 |         | Reporte |      |                        |  |

### Zona 4
| Pos. | Equipos  | Partidos | Partidos | Partidos | Tantos | Tantos | Tantos | Pts. |
| Pos. | Equipos  | G        | E        | P        | PF     | PC     | DP     | Pts. |
| ---- | -------- | -------- | -------- | -------- | ------ | ------ | ------ | ---- |
| 1.°  | Santa Fe | 3        | 0        | 0        | 68     | 26     | +42    | 6    |
| 2.°  | Salta    | 1        | 1        | 1        | 50     | 53     | -3     | 3    |
| 3.°  | Oeste    | 1        | 1        | 1        | 50     | 32     | +18    | 3    |
| 4.°  | Formosa  | 0        | 0        | 3        | 12     | 69     | -57    | 0    |

|  | Clasifica a semifinales                |
|  | Clasifica a semifinales por 5.° puesto |

| 26 de noviembre | Salta | 19 - 12 | Formosa | Paraná Rowing Club, Paraná |  |
|                 |       | Reporte |         |                            |  |

| 26 de noviembre | Santa Fe | 20 - 7  | Oeste | CA Estudiantes, Paraná |  |
|                 |          | Reporte |       |                        |  |

| 26 de noviembre | Salta | 12 - 12 | Oeste | Paraná Rowing Club, Paraná |  |
|                 |       | Reporte |       |                            |  |

| 26 de noviembre | Santa Fe | 19 - 0  | Formosa | CA Estudiantes, Paraná |  |
|                 |          | Reporte |         |                        |  |

| 26 de noviembre | Salta | 19 - 29 | Santa Fe | Paraná Rowing Club, Paraná |  |
|                 |       | Reporte |          |                            |  |

| 26 de noviembre | Oeste | 31 - 0  | Formosa | CA Estudiantes, Paraná |  |
|                 |       | Reporte |         |                        |  |

## Fase final

### Campeonato
|  | Semifinales  | Semifinales  | Semifinales |         |              | Final            | Final            | Final            |  |
|  |              |              |             |         |              |                  |                  |                  |  |
|  |              |              |             |         |              |                  |                  |                  |  |
|  | Buenos Aires | Buenos Aires | 17          |         |              |                  |                  |                  |  |
|  | Buenos Aires | Buenos Aires | 17          |         |              |                  |                  |                  |  |
|  | Tucumán      | Tucumán      | 5           |         |              |                  |                  |                  |  |
|  | Tucumán      | Tucumán      | 5           |         | Buenos Aires | Buenos Aires     | 19               |                  |  |
|  |              |              |             |         | Buenos Aires | Buenos Aires     | 19               |                  |  |
|  |              |              | Córdoba     | Córdoba | 12           |                  |                  |                  |  |
|  | Córdoba      | Córdoba      | Córdoba     | Córdoba | 12           | 31               |                  |                  |  |
|  | Córdoba      | Córdoba      |             |         |              | 31               |                  |                  |  |
|  | Nordeste     | Nordeste     | 0           |         |              | Final 3.° puesto | Final 3.° puesto | Final 3.° puesto |  |
|  | Nordeste     | Nordeste     | 0           |         |              | Final 3.° puesto | Final 3.° puesto | Final 3.° puesto |  |
|  |              |              |             |         |              |                  |                  |                  |  |
|  |              |              |             |         |              | Tucumán          | Tucumán          | 29               |  |
|  |              |              |             |         |              | Tucumán          | Tucumán          | 29               |  |
|  |              |              |             |         |              | Nordeste         | Nordeste         | 5                |  |
|  |              |              |             |         |              | Nordeste         | Nordeste         | 5                |  |
|  |              |              |             |         |              |                  |                  |                  |  |

|  | Semifinales 5.° al 8.° puesto | Semifinales 5.° al 8.° puesto | Semifinales 5.° al 8.° puesto |        |          | Final 5.° puesto | Final 5.° puesto | Final 5.° puesto |  |
|  |                               |                               |                               |        |          |                  |                  |                  |  |
|  |                               |                               |                               |        |          |                  |                  |                  |  |
|  | Misiones                      | Misiones                      | 17                            |        |          |                  |                  |                  |  |
|  | Misiones                      | Misiones                      | 17                            |        |          |                  |                  |                  |  |
|  | Austral                       | Austral                       | 5                             |        |          |                  |                  |                  |  |
|  | Austral                       | Austral                       | 5                             |        | Misiones | Misiones         | 29               |                  |  |
|  |                               |                               |                               |        | Misiones | Misiones         | 29               |                  |  |
|  |                               |                               | Andina                        | Andina | 5        |                  |                  |                  |  |
|  | Alto Valle                    | Alto Valle                    | Andina                        | Andina | 5        | 14               |                  |                  |  |
|  | Alto Valle                    | Alto Valle                    |                               |        |          | 14               |                  |                  |  |
|  | Andina                        | Andina                        | 17                            |        |          | Final 7.° puesto | Final 7.° puesto | Final 7.° puesto |  |
|  | Andina                        | Andina                        | 17                            |        |          | Final 7.° puesto | Final 7.° puesto | Final 7.° puesto |  |
|  |                               |                               |                               |        |          |                  |                  |                  |  |
|  |                               |                               |                               |        |          | Austral          | Austral          | 24               |  |
|  |                               |                               |                               |        |          | Austral          | Austral          | 24               |  |
|  |                               |                               |                               |        |          | Alto Valle       | Alto Valle       | 0                |  |
|  |                               |                               |                               |        |          | Alto Valle       | Alto Valle       | 0                |  |
|  |                               |                               |                               |        |          |                  |                  |                  |  |

### Desarrollo
|  | Semifinales | Semifinales | Semifinales |          |      | Final            | Final            | Final            |  |
|  |             |             |             |          |      |                  |                  |                  |  |
|  |             |             |             |          |      |                  |                  |                  |  |
|  | Cuyo        | Cuyo        | 19          |          |      |                  |                  |                  |  |
|  | Cuyo        | Cuyo        | 19          |          |      |                  |                  |                  |  |
|  | Salta       | Salta       | 10          |          |      |                  |                  |                  |  |
|  | Salta       | Salta       | 10          |          | Cuyo | Cuyo             | 5                |                  |  |
|  |             |             |             |          | Cuyo | Cuyo             | 5                |                  |  |
|  |             |             | Santa Fe    | Santa Fe | 10   |                  |                  |                  |  |
|  | Santa Fe    | Santa Fe    | Santa Fe    | Santa Fe | 10   | 12               |                  |                  |  |
|  | Santa Fe    | Santa Fe    |             |          |      | 12               |                  |                  |  |
|  | Sur         | Sur         | 10          |          |      | Final 3.° puesto | Final 3.° puesto | Final 3.° puesto |  |
|  | Sur         | Sur         | 10          |          |      | Final 3.° puesto | Final 3.° puesto | Final 3.° puesto |  |
|  |             |             |             |          |      |                  |                  |                  |  |
|  |             |             |             |          |      | Salta            | Salta            | 5                |  |
|  |             |             |             |          |      | Salta            | Salta            | 5                |  |
|  |             |             |             |          |      | Sur              | Sur              | 29               |  |
|  |             |             |             |          |      | Sur              | Sur              | 29               |  |
|  |             |             |             |          |      |                  |                  |                  |  |

|  | Semifinales 5.° al 8.° puesto | Semifinales 5.° al 8.° puesto | Semifinales 5.° al 8.° puesto |          |         | Final 5.° puesto | Final 5.° puesto | Final 5.° puesto |  |
|  |                               |                               |                               |          |         |                  |                  |                  |  |
|  |                               |                               |                               |          |         |                  |                  |                  |  |
|  | Rosario                       | Rosario                       | 41                            |          |         |                  |                  |                  |  |
|  | Rosario                       | Rosario                       | 41                            |          |         |                  |                  |                  |  |
|  | Formosa                       | Formosa                       | 12                            |          |         |                  |                  |                  |  |
|  | Formosa                       | Formosa                       | 12                            |          | Rosario | Rosario          | 21               |                  |  |
|  |                               |                               |                               |          | Rosario | Rosario          | 21               |                  |  |
|  |                               |                               | San Juan                      | San Juan | 5       |                  |                  |                  |  |
|  | Oeste                         | Oeste                         | San Juan                      | San Juan | 5       | 7                |                  |                  |  |
|  | Oeste                         | Oeste                         |                               |          |         | 7                |                  |                  |  |
|  | San Juan                      | San Juan                      | 12                            |          |         | Final 7.° puesto | Final 7.° puesto | Final 7.° puesto |  |
|  | San Juan                      | San Juan                      | 12                            |          |         | Final 7.° puesto | Final 7.° puesto | Final 7.° puesto |  |
|  |                               |                               |                               |          |         |                  |                  |                  |  |
|  |                               |                               |                               |          |         | Formosa          | Formosa          | 0                |  |
|  |                               |                               |                               |          |         | Formosa          | Formosa          | 0                |  |
|  |                               |                               |                               |          |         | Oeste            | Oeste            | 26               |  |
|  |                               |                               |                               |          |         | Oeste            | Oeste            | 26               |  |
|  |                               |                               |                               |          |         |                  |                  |                  |  |

## Tabla de posiciones
Tabla de posiciones final al terminar el campeonato:
| 1.° | Buenos Aires | 5 | 0 | 0 | 151 | 36  | +115 |
| 2.° | Córdoba      | 4 | 0 | 1 | 139 | 41  | +98  |
| 3.° | Tucumán      | 3 | 0 | 2 | 117 | 37  | +80  |
| 4.° | Nordeste     | 1 | 1 | 3 | 38  | 125 | -87  |
| 5.° | Misiones     | 2 | 2 | 1 | 82  | 86  | -4   |
| 6.° | Andina       | 1 | 1 | 3 | 51  | 96  | -45  |
| 7.° | Austral      | 1 | 0 | 4 | 34  | 109 | -75  |
| 8.° | Alto Valle   | 1 | 0 | 4 | 36  | 118 | -80  |

| 1.° | Santa Fe | 5 | 0 | 0 | 90 | 41  | +49  |
| 2.° | Cuyo     | 4 | 0 | 1 | 80 | 32  | +48  |
| 3.° | Sur      | 3 | 0 | 2 | 86 | 39  | +47  |
| 4.° | Salta    | 1 | 1 | 3 | 65 | 101 | -36  |
| 5.° | Rosario  | 3 | 0 | 2 | 83 | 49  | +34  |
| 6.° | San Juan | 1 | 0 | 4 | 22 | 91  | -69  |
| 7.° | Oeste    | 2 | 1 | 2 | 83 | 44  | +39  |
| 8.° | Formosa  | 0 | 0 | 5 | 24 | 136 | -112 |

|                      |
| Buenos Aires Campeón |
| Cuarto título        |